# Провал (затока)
52°22′38″ пн. ш. 106°47′38″ сх. д. / 52.3771° пн. ш. 106.7939° сх. д.
Провал — затока озера Байкал. Розташована в Кабанському районі Бурятії на північний схід від дельти річки Селенги.

## Виникнення
Затока Провал утворився після 10-бального землетрусу в ніч з 31 грудня на 1 січня (за новим стилем з 11 на 12 січня) 1862 року. Тоді був степ, площею 200 км², занурився під води Байкалу. Північна частина нинішнього Провалу до його утворення була затокою Байкалу, що називалася Старий Сміт. З тріщин, що утворилися під час поштовхів, на поверхню стала виходити вода. Місцеві жителі терміново евакуювалися із затоплюваної місцевості, взявши лише найнеобхідніше. Постраждало приблизно 1300 жителів п'яти бурятських улусів.

## Географія

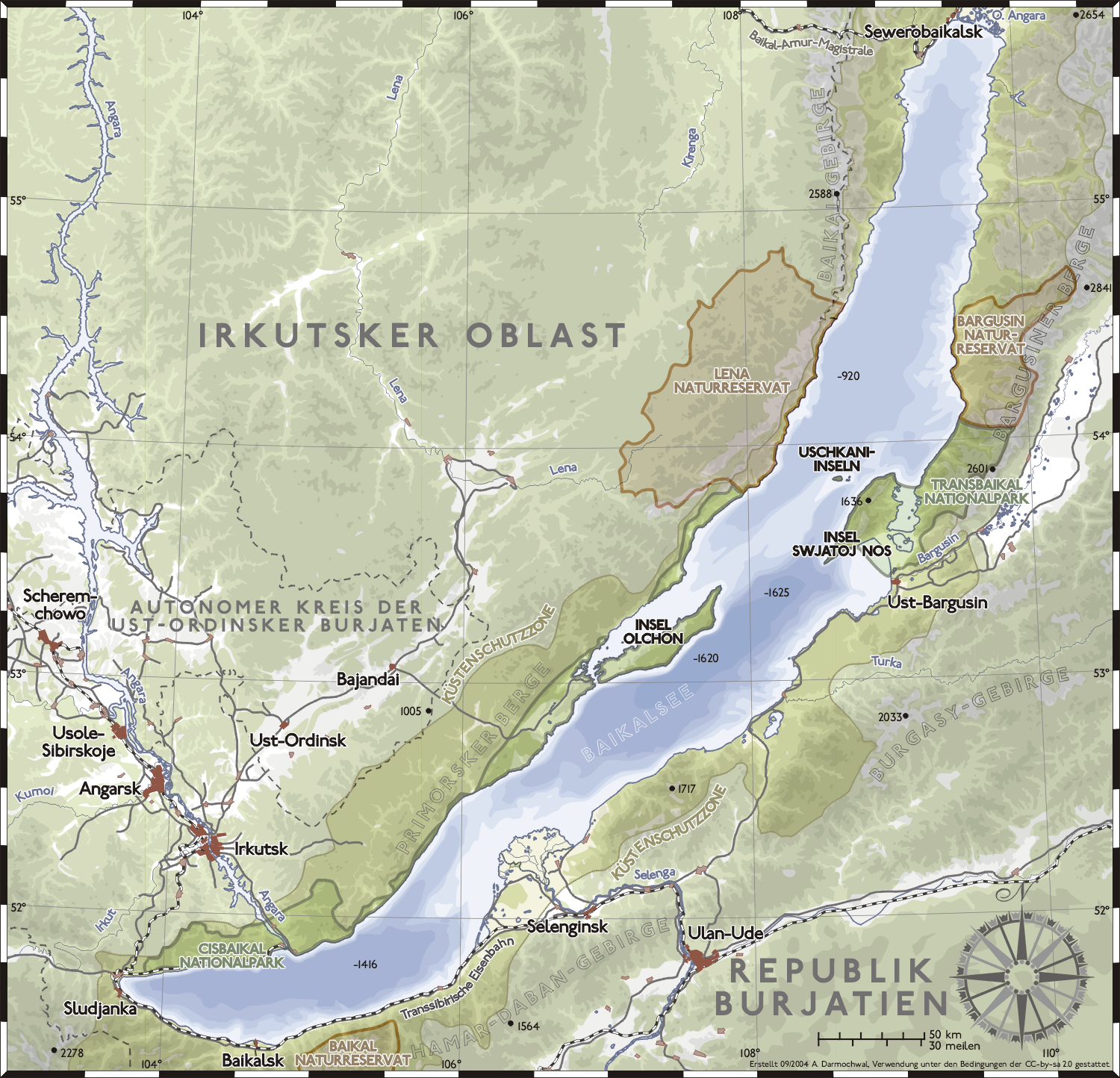
Байкал (Провал — північний схід від дельти Селенги)

Провал має майже трикутну форму і є своєрідною байкальською затокою. Берегова лінія тягнеться протягом близько 45 км. Починається від мису Облом на північному сході та закінчується на мисі Хребтівському (крайній північно-західній точці дельти Селенги) на південному заході.
Сторона затоки, що примикає до акваторії Байкалу, простягається між цими мисами на 28 кілометрів і відокремлена від озера ланцюгом вузьких і довгих островів-кіс, що становлять мілину Сахалін і розділені невеликими протоками, званими прірвами (Мала прірва, велика прірва та інші). Острови, що відокремлюють затоку від основної частини Байкалу, називають за іменами колишніх власників ділянок.
Південно-західні береги затоки-сміття утворені гирлами численних проток дельти Селенги, що утворюють заболочені острови. Південно-східні береги не розчленовані, за складом піщано-галькові, на північ місцями лісисті та заболочені. Тут у затоку впадають річки  — Великий Дулам, Сергіївка, Оймур, Сира Молька.
Глибина затоки коливається від 0,5-1,5 м до 3-3,5 м, а місцями — і до 5-6 м.

## Населені пункти
На березі Провалу розташовані населені пункти Кабанського району Бурятії: у південному куті затоки в гирлі Лобанівської протоки — село Дубініно; на південно-східному березі — село Оймур і улус Дулан, на північ від якого, протягом 10 км за узбережжям від Дуланського калтусу  до мису Облом і вглиб материка розташовується Энхелукский державний біологічний заказник.